# 奥田忠次
奥田 忠次（おくだ ただつぐ）は、江戸時代の武将。奥田忠高の息子。通称は三郎右衛門。
父・忠高が慶長6年（1601年）に死去した後に奥田家（2,800石）の家督を継ぐ。慶長20年（1615年）5月、大坂夏の陣・道明寺の戦いで水野勝成が率いる幕府軍の一部隊として後藤基次が率いる大坂方の部隊と交戦したが、基次に討ち取られた。享年42。
なお、戦後に忠次の功績を加味して奥田家は500石の加増を受けた。

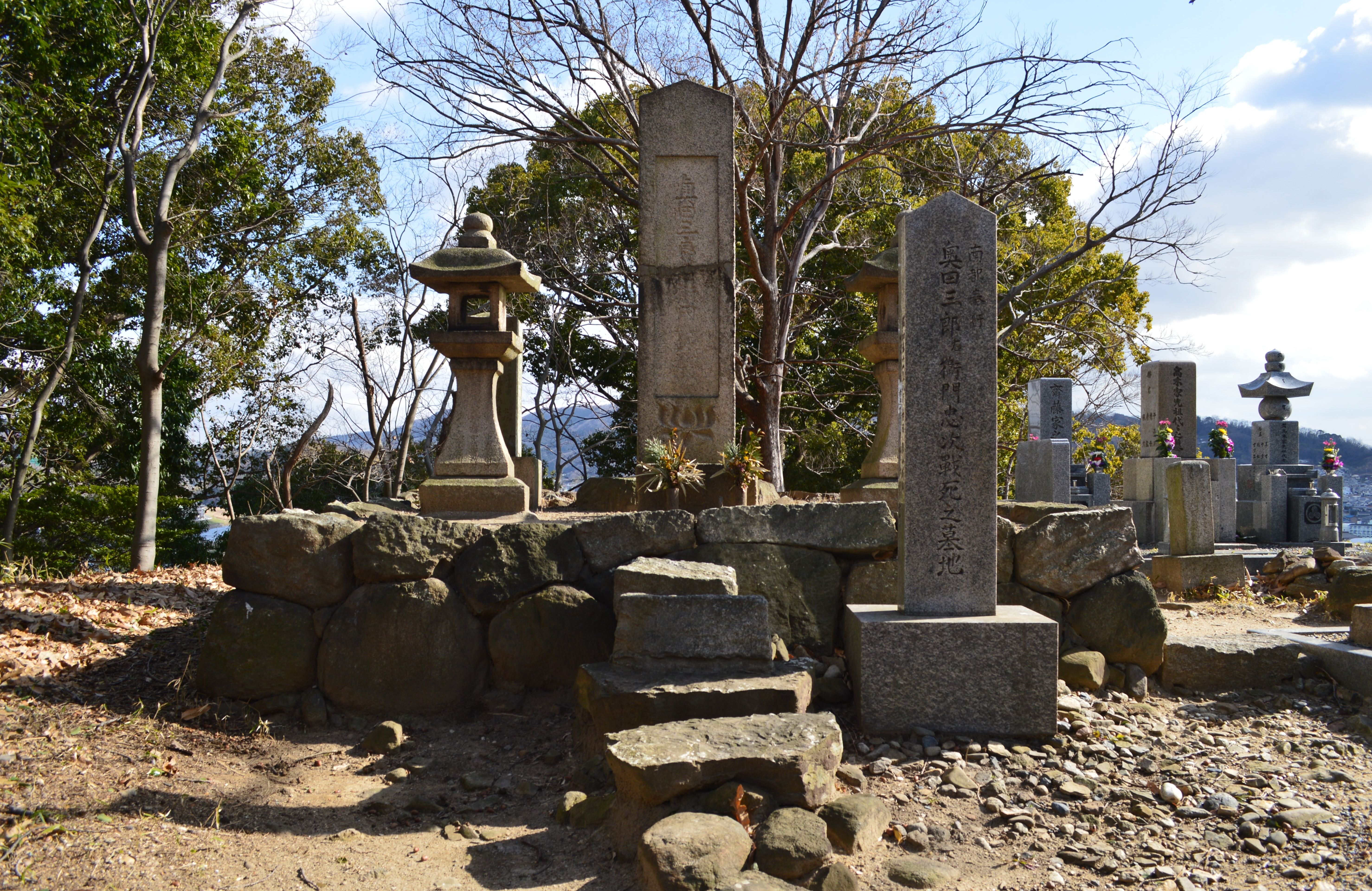
墓所（大阪府柏原市）